# Toys-to-life
Toys-to-life é um gênero de jogos eletrônicos que utiliza estatuetas ou figuras de ação para permitir a interação dentro do jogo. As figuras se conectam ao jogo utilizando comunicação de campo aproximado (NFC), identificação por radiofrequência (RFID) ou um protocolo de dados de reconhecimento de imagem para determinar a proximidade da estatueta e salvar os dados do progresso do jogador em um espaço de armazenamento localizado na própria figura. Durante seu auge, foi um dos ramos mais lucrativos da indústria de videogames, com a franquia Skylanders vendendo mais de US$ 3 bilhões ao longo de quatro anos.
Os jogos Toys-to-Life geralmente usam uma visão de câmera em terceira pessoa e as suas figuras dão bônus no jogo. Os jogos geralmente são acompanhados de um dispositivo de portal que é usado para "transportar" o personagem da estatueta e os dados do jogador associado para o jogo. Caso haja uma franquia de jogos, as figuras podem ser transferidas de um jogo para outro, possivelmente reiniciando a cada nova entrada.

## Terminologia
O termo em inglês surge como abreviação de "bringing toys to life", expressão utilizada pelos criadores de Skylanders. Em português, o termo significa "dar vida aos brinquedos". A tradução literal do termo é, por calque, "brinquedos à vida", raramente utilizada.

## Antecedentes
Embora as versões modernas usem a tecnologia NFC, o exemplo mais antigo de tal jogo é Redbeard's Pirate Quest: Interactive Toy, criado por Zowie em 1999. Este jogo para PC vinha com um navio pirata de plástico que se conectava à porta da impressora, permitindo aos jogadores interagir com o jogo pondo as figuras de piratas separadas em vários lugares do navio e movendo-as ou girando-as. Outros precursores desse tipo de jogo incluem Captain Power and the Soldiers of the Future, Dennō Bōkenki Webdiver e Daigunder, onde as crianças podiam conectar Gladion e Daigunder em suas telas de TV para usar como controles, e os outros brinquedos podiam interagir com o jogo por meio de sensores infravermelhos. 

## Jogos ativos

### Skylanders(2011–presente)
Skylanders é um dos jogos de maior sucesso deste gênero. Desde o seu primeiro lançamento, a franquia recebia um novo jogo a cada ano, totalizando seis até 2016. Cada jogo tem seu próprio dispositivo de portal e uma visão diferente da premissa dos jogos anteriores. Eles estrelam os heróis Skylander e o malvado antagonista Kaos. Todas as figuras já lançadas são compatíveis com sua versão mais recente, Skylanders: Imaginators. Embora a franquia não tenha tido novos lançamento nos principais consoles desde então, devido ao desejo da Activision de fazer uma pausa prolongada da série principal, um RPG spin-off para dispositivos móveis, Skylanders: Ring of Heroes foi lançado mundialmente em 12 de dezembro de 2018, desenvolvido pela Com2Us. Ring of Heroes foi renovado em dezembro de 2020.

### Amiibo (2014–presente)
Amiibo é uma plataforma baseada principalmente nas propriedades e personagens da Nintendo, bem como algumas franquias de outras marcas, como personagens de Super Smash Bros., Shovel Knight e Mega Man. Lançada em 2014, a Nintendo também lançou cartas de baralho compatíveis com o Amiibo, brinquedos de pelúcia e até caixas de cereais promocionais. Ao contrário da maioria das outras franquias deste gênero, o Amiibo não possui jogos dedicados exclusivamente ao uso dos brinquedos, com os personagens podendo ser usados em vários jogos no Nintendo Wii U, 3DS e Switch. O Amiibo pode salvar o progresso dos jogadores e informações do jogo, no entanto, muitos jogos oferecem apenas a funcionalidade de leitura.

### Beyblade Burst(2016-presente)
Beyblade Burst é uma franquia multimídia criada pela Takara Tomy e pela Hasbro. Estes são principalmente brinquedos, mas a versão da Hasbro possui códigos QR na parte de trás. O aplicativo Beyblade Burst usa reconhecimento de imagem para transferir os brinquedos para o jogo.

### Lightseekers: Awakening(2017–presente)
Lightseekers: Awakening é uma franquia multimídia criada pela PlayFusion, um estúdio britânico independente co-fundado por Mark Gerhard, ex-CEO da Jagex, editora de RuneScape. Seu desenvolvimento inicial foi parcialmente financiado por meio de uma campanha de crowdfunding no Kickstarter, que arrecadou US$ 227.660 em novembro de 2016. A franquia Lightseekers consiste em um videogame de role-playing (comumente chamado de Lightseekers RPG) e um jogo de cartas colecionáveis. O jogo toys-to-life foi lançado para as plataformas móveis iOS e Android em maio de 2017. O RPG é gratuito e não requer acessórios para funcionar, mas os jogadores podem adquirir uma linha de figuras interativas feitas em parceria com a Tomy para aprimorar sua experiência. As figuras podem ser decoradas com vários acessórios que modificam a aparência e as habilidades do personagem correspondente no jogo. Elas vem acompanhadas com um alto-falante e um sensor de movimento, permitindo que sejam usadas para controlar o personagem durante os segmentos de voo. Um segundo Lightseekers foi lançado em janeiro de 2019 para o Nintendo Switch, mas é uma adaptação virtual do jogo de cartas colecionáveis, em vez de um RPG toys-to-life como o anterior.

## Jogos descontinuados

### U.B. Funkeys(2007–2010)
U.B. Funkeys foi o primeiro jogo deste gênero. Foi produzido pela Mattel, pela Arkadium e pela Radica Games, sendo descontinuado em 2010. O jogo teve várias atualizações antes de ser descontinuado. Quase todas as atualizações tinham um portal, também conhecido como 'Hub', com o mesmo molde, mas com um padrão diferente. Os Hubs eram uma porta USB especial para conectar ao computador do usuário. Os personagens eram os Funkeys, cada um desbloqueando novas áreas no jogo.

### Bio Bytes (2007-2008)
Bio Bytes era uma linha de brinquedos da Jakks Pacific, consistindo de um dispositivo portátil com display LCD e um pequeno "bio tanque" ou seja, recipientes cheios de água com uma estatueta de plástico de um animal (um dinossauro, tubarão, tigre etc.). O "bio tanque" era conectado na parte de cima do dispositivo para interagir com os animais e o truque era que as figuras se moveriam dentro dos tanques. Se dois tanques fossem conectados juntos, os animais lutariam uns contra os outros.

### FAMPS (2009-2011)
FAMPS foi produzido pela Girl Tech em parceria com a Mattel (mesmos produtores de UB Funkeys). Era menos como um jogo tradicional e mais como um aplicativo que oferecia aos jogadores opções de personalização para sua área de trabalho e uma rede social segura para conversar. Cada figura desbloqueva novos minigames e opções de personalização. Devido ao jogo estar disponível apenas para download online, não existem mais cópias conhecidas, tornando-o uma mídia perdida.

### Pokémon Rumble U(2013)
Pokémon Rumble U foi a primeira incursão da Nintendo no gênero toys-to-life, lançado em 2013 para o Wii U. Foi o primeiro jogo a utilizar o leitor NFC embutido no gamepad do Wii U. No jogo, os jogadores controlam Pokémon e se envolvem em batalhas com outros Pokémon. Quando as figuras são digitalizadas com o leitor NFC, elas podem ser utilizadas no jogo. Além disso, se qualquer outra coisa com tecnologia NFC for digitalizada no jogo, o jogador receberá um efeito aleatório.

### Disney Infinity(2013–2016)
Disney Infinity foi um jogo baseado em personagens e franquias da Disney. Desde o lançamento da primeira série em 2013, houve três séries. Disney Infinity foi o primeiro jogo com foco em personagens da Disney e Pixar. Em 2014, Disney Infinity: Marvel Super Heroes foi lançado como a versão 2.0, focado em personagens e propriedades da Marvel. O terceiro jogo, Disney Infinity 3.0 de 2015, era centrado na franquia Star Wars. Todas as figuras podiam interagir com vários jogos da série. A linha foi finalizada em 2016, quando a Disney anunciou que a produção da série havia cessado oficialmente e que não haveria mais títulos futuros.

### Telepods (2013-2014)
Usado apenas em aplicativos mobile da franquia Angry Birds, como Angry Birds Star Wars II e Angry Birds Go!.

### Disney Playmation(2015–2016)
Disney Playmation foi um jogo de RPG interativo em rede de curto alcance (~10m) com brinquedos vestíveis que suportavam comunicações BLE com aplicativos de telefone. O produto foi vendido em colaboração com a Hasbro. A única linha a apresentar uma história de fundo foi a do universo do homem de ferro da Marvel. Outros universos foram anunciados antes do produto ser encerrado, incluindo Star Wars e Frozen.

### Hero Plug and Play(2015–2016)
Um jogo toys-to-life feito pela Jakks Pacific. Era um console conectado a um portal com acessórios que o jogador conectava à sua TV. As figuras eram postas no portal e iam para o jogo. Devido às baixas vendas, apenas três temas foram lançados: DC Super Heroes, Teenage Mutant Ninja Turtles e Power Rangers.

### Sick Bricks (2015-2020)
Um jogo da Spin Master com bonecos e peças semelhantes a LEGO. Quando os jogadores usavam seus smartphones ou tablets para escanear suas figuras físicas, uma representação digital dessas figuras aparecia no jogo. O jogo se passava em uma pequena cidade chamada Sick City, que estava sob ataque de um vilão chamado Omega Overlord. Vários heróis lutaram contra ele, e seus capangas se combinaram para combatê-los. Havia vários multi-packs e sacolas especiais contendo os brinquedos. Embora o jogo em si fosse gratuito, os acessórios custavam dinheiro. houve apenas três linhas de figuras, todas lançadas em 2015. Após o lançamento da terceira linha, nenhuma informação adicional sobre a série foi divulgada, então foi vista como descontinuada. A linha foi baseada em uma série homônima de desenho animado de 2015.

### LEGO Dimensions(2015–2017)
LEGO Dimensions foi um jogo toys-to-life que usava mifiguras LEGO, apresentando personagens de várias franquias da Warner Brothers e outras propriedades intelectuais de terceiros, como Back to the Future e Sonic the Hedgehog. Os jogadores devem montar fisicamente algumas figuras para desbloquear os níveis no jogo, que mostravam as instruções de construção na tela. Quase todas as estatuetas e o portal base devem ser construídos pelo jogador. Nenhuma continuação foi lançada, com o jogo base suportando todas as figuras disponíveis. Em 23 de outubro de 2017, a Warner Bros. anunciou oficialmente que não desenvolveria mais conteúdo para LEGO Dimensions.

### Starlink: Battle for Atlas(2018–2019)
Starlink: Battle for Atlas foi o primeiro passo da Ubisoft no gênero toys-to-life. O jogo não requer o uso dos brinquedos para ser jogado, mas a jogabilidade é enriquecida ao usá-los. Os brinquedos interativos consistem em três categorias: naves (que consistem em um corpo e duas asas), armas e pilotos. Pilotos e naves são anexados a suportes de controle, que carregam o brinquedo anexado no jogo instantaneamente. Cada carregamento requer um piloto e uma nave, mas as asas e as armas da nave podem ser combinadas livremente pelo jogador, usando anexos nos corpos e nas asas. O jogo foi desenvolvido pela Ubisoft Toronto e foi lançado em 16 de outubro de 2018 para PlayStation 4, Xbox One e Nintendo Switch. A versão de Switch apresenta um piloto e nave exclusivos (Fox McCloud de Star Fox e sua Arwing) dentro do pacote inicial do jogo.
Em 3 de abril de 2019, foi anunciado que, devido às vendas abaixo das expectativas, não haveriam mais lançamentos de brinquedos físicos. As expansões digitais, no entanto, continuariam a ser lançadas. No total, 8 naves, 16 armas e 11 pilotos foram lançados fisicamente em 3 pacotes iniciais, 6 pacotes de naves, 4 pacotes de armas e 5 pacotes de pilotos. Os pacotes de montagem do controlador também foram lançados para cada console que permitia o jogo cooperativo com os brinquedos físicos.